# Propanoplosaurus
Propanoplosaurus („Předchůdce panoplosaura = ozbrojený ještěr“) byl rod ptakopánvého dinosaura ze skupiny Thyreophora, jež zahrnuje jediný popsaný druh (P. marylandicus). Fosilie tohoto v dospělosti mohutného obrněného býložravce jsou známy ze spodnokřídového období (věk apt, asi před 125 až 112 miliony let). Objevený exemplář byl mládětem o délce pouze kolem 60 centimetrů. Přesné rozměry dospělého exempláře nejsou známé.

## Objev
Holotyp je v podstatě jen odlitkem tělesného pancíře novorozeného dinosaura - velmi nezvyklý a unikátní objev. Zkameněliny propanoplosaura byly objeveny v sedimentech geologického souvrství Patuxent na území státu Maryland v USA (odtud druhový název). Jedná se tedy o vůbec prvního nodosaurida, formálně popsaného z východu severoamerického kontinentu.